# Myrichthys colubrinus
Myrichthys colubrinus,  é uma espécie de falsa-moreia encontrada na região do Indo-Pacífico. É ocasionalmente utilizada no aquarismo. Cresce até um aproximadamente 1 metro de comprimento. 
Esta enguia assemelha-se à cobra marinha peçonhenta Laticauda colubrina,  em uma forma de mimetismo Batesiano.  
Em 2021, foi registrada pela primeira vez no Havaí. 

## Taxonomia
O táxon foi descrito oficialmente em 1781 por Pieter Boddaert. 